# Barthélemy Bouvier
Barthélemy Bovy seit 1825 Barthélemy Bouvier (* 6. Januar 1795 in Genf; † 7. Januar 1848 ebenda) war ein Schweizer evangelischer Geistlicher.

## Leben

### Familie
Barthélemy Bouvier war der Sohn von Henri-François-Louis Bovy (1770–1840) aus Vufflens-le-Château, und dessen Ehefrau Rose-Louise-Françoise (geb. Ansermier).
Er war seit 1825 mit Jeanne-Louise-Françoise (geb. Bernard) verheiratet; gemeinsam hatten sie drei Kinder, hierzu gehörte auch sein Sohn:
- Auguste Bouvier (* 16. Februar 1826 in Genf; † 2. November 1893 ebenda), Theologe.

### Werdegang
Barthélemy Bouvier immatrikulierte sich zu einem Theologiestudium an der Akademie Genf und wurde 1817 ordiniert.
Nach dem Studium war er erster Direktor der Lancasterschule im Genfer Quartier Saint-Gervais, anschliessend Privatlehrer in Moskau und dort von 1821 bis 1823 stellvertretender Pfarrer der reformierten Kirche.
Gesundheitsbedingt kehrte er nach einer Krankheit in die Schweiz zurück und war von 1824 bis 1826 Pfarrer in Genf, darauf von 1831 bis 1837 Pfarrer in Cologny und von 1842 bis 1846 wieder Pfarrer in Genf; in dieser Zeit gehörte er gleichzeitig dem Sittengericht in Genf an.
Aufgrund seiner Redegewandtheit und seines persönlichen Glaubens, gebunden an eine wörtliche Bibelauslegung, zog er bei seinen Predigten die Massen an.

## Schriften (Auswahl)
- Consécration au saint-ministère d’un ecclésiastique romain (Amand Saintes) converti au protestantisme. Paris 1828.
- De la question religieuse dans la Constitution: lettre à un membre de la Constituante. Genf 1842.
- Le livre: vision. Genf 1834.
- De l’enseignement de l’histoire ecclésiastique dans l’Académie de Genève. Genf und Paris 1839.
- Sermons. Genf 1849.
- Lettres d’un malade à un malade. Paris 1849.
- Le compagnon de l’âme chrétienne: recueil de prières pour div. situations de la vie. Genf 1859.